# Titron
Titron es un pueblo y nagar Panchayat situado en el distrito de Saharanpur en el estado de Uttar Pradesh (India). Su población es de 10898 habitantes (2011). 

## Demografía
Según el censo de 2011 la población de Titron era de 10898 habitantes, de los cuales 5682 eran hombres y 5216 eran mujeres. Titron tiene una tasa media de alfabetización del 67,69%, superior a la media estatal del 67,68%: la alfabetización masculina es del 77,14%, y la alfabetización femenina del 57,41%.